# Christine Otten
Christine Otten (Deventer, 13 november 1961) is een Nederlands auteur en journalist.
Otten was als journalist onder meer werkzaam voor De Groene Amsterdammer en Vrij Nederland. Ze debuteerde in 1995 met de roman Blauw metaal. Haar doorbraak kwam in 2004 met de roman De laatste dichters, die genomineerd werd voor de Libris Literatuur Prijs. In 2011 verzorgde Otten samen met fotokunstenaar Erik Kessels het boekenweekessay Good luck. Ze is ook actief als performer. Otten is een van de oprichters van schrijverscollectief Fixdit.
Ze is gehuwd met journalist Hans Krikke.